# همه چیز برای من اتفاق می‌افتد (فیلم ۱۹۸۰)
همه چیز برای من اتفاق می‌افتد (به انگلیسی: Everything Happens to Me) فیلمی است محصول سال ۱۹۸۰ و به کارگردانی میکله لوپو است. در این فیلم بازیگرانی همچون باد اسپنسر، کری گوفی، فروچو آمندولا، رابرت هاندار، جان بارتا و جووانی جانفرییا ایفای نقش کرده‌اند.
این فیلم در ایران با نام فیلم : همه چیز برای من اتفاق می افتد دوبله و پخش شده است.
این فیلم دنباله فیلم کلانتر و بچه ماهواره‌ای است.